# خیلی تو خداحافظی‌ها خوبم
«خیلی تو خداحافظی‌ها خوبم» (به انگلیسی: Too Good at Goodbyes) اولین تک‌آهنگ از دومین آلبوم استادیویی سم اسمیت به نام همه هیجان آن می باشد که در تاریخ ۸ سپتامبر ۲۰۱۷ منتشر شد و در رتبه ۵ جدول ۱۰۰ آهنگ داغ بیلبورد قرار گرفت